# Oulenzoué
Oulenzoué est une localité au sud de la Côte d'Ivore dans la région de l'Agnéby-Tiassa. La localité rurale de Oulenzoué appartient au département d'Agboville. 